# Tamazight de Matmata
Pour les articles homonymes, voir Tamazight (homonymie).
Le tamazight de Matmata, berbère de Matmata, chelha de Matmata ou jbali de Matmata (tamazight : tamatmat) est un parler berbère zénète parlé autour de la ville de Matmata dans le sud de la Tunisie. On le retrouve notamment dans les villages de Taoujout, Tamezret et Zraoua.
Selon le lexique de Larbi Ben Mamou, un locuteur natif, ses locuteurs l'appellent Tmaziɣṯ ou Eddwi nna, ce qui signifie « notre language », tandis qu'il est appelé chelha (arabe : شلحة) ou jbali (جبالي) dans les dialectes arabes tunisiens locaux. La population totale parlant cette variété a été estimée à 3 726 en 1975.
La documentation du tamazight de Matmata est limitée. Une collection de contes de fées dans cette variété a été publiée par Hans Stumme en 1900. André Basset fournit en 1950 quelques cartes dialectales du berbère tunisien incluant cette région et montrant des variations lexicales, tandis que Thomas Penchoen propose en 1968 une discussion générale du berbère tunisien et des effets de la scolarisation. Ridwan Collins discute en 1981 de sa morphologie verbale avec celle d'autres variétés berbères tunisiennes. Le seul croquis grammatical général et le seul vocabulaire disponibles se trouvent sur le site web créé par Ben Mamou.
Ethnologue le considère comme faisant partie du nafusi, parlé dans le nord-ouest de la Libye, bien que les deux appartiennent à des sous-groupes différents de berbères selon Maarten Kossmann.
En 2021, la situation linguistique dans les monts de Matmata est contrastée. Les habitants, même s'ils connaissent encore le berbère, sont devenus arabophones, sauf ceux des villages de Tamezret, Zraoua et Taoujout, et ce sans doute dès les débuts du protectorat français (1881-1900) ; à cette date, ils avaient probablement abandonné l'ibadisme pour l'orthodoxie sunno-malikite depuis plusieurs générations.